# Grete Weil

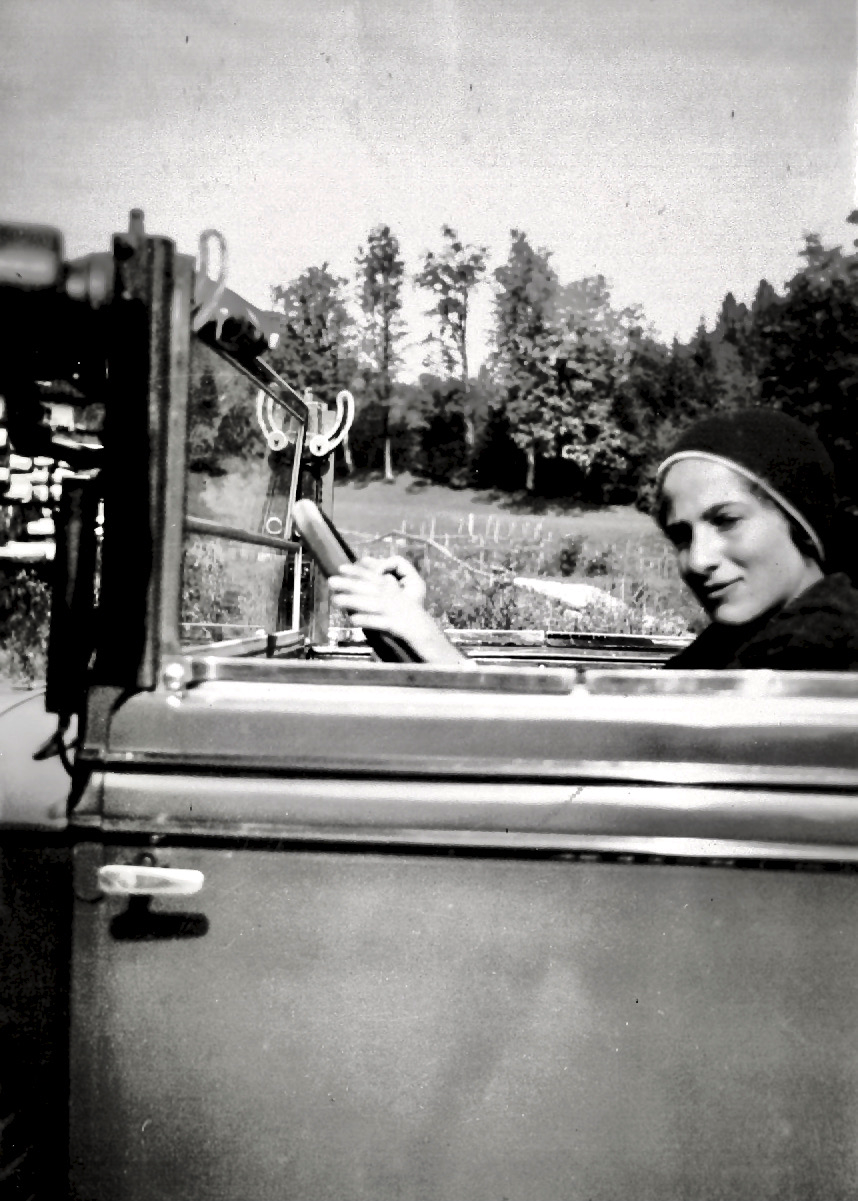
Grete Weil, Sommer 1933

Margarete Elisabeth „Grete“ Weil, geborene Dispeker (geboren am 18. Juli 1906 in Egern, Oberbayern; gestorben am 14. Mai 1999 in Grünwald bei München; auch Grete Dispeker, Grete Jockisch, Margarete Elisabeth Weil, Margarete Elisabeth Jockisch, Grete Weil-Jockisch und Margarete Elisabeth Weil-Jockisch), war eine deutsche Schriftstellerin, Übersetzerin, Rezensentin und Fotografin. Sie veröffentlichte auch unter dem Pseudonym B. van Osten.

## Familie und Freundeskreis (Auszug)

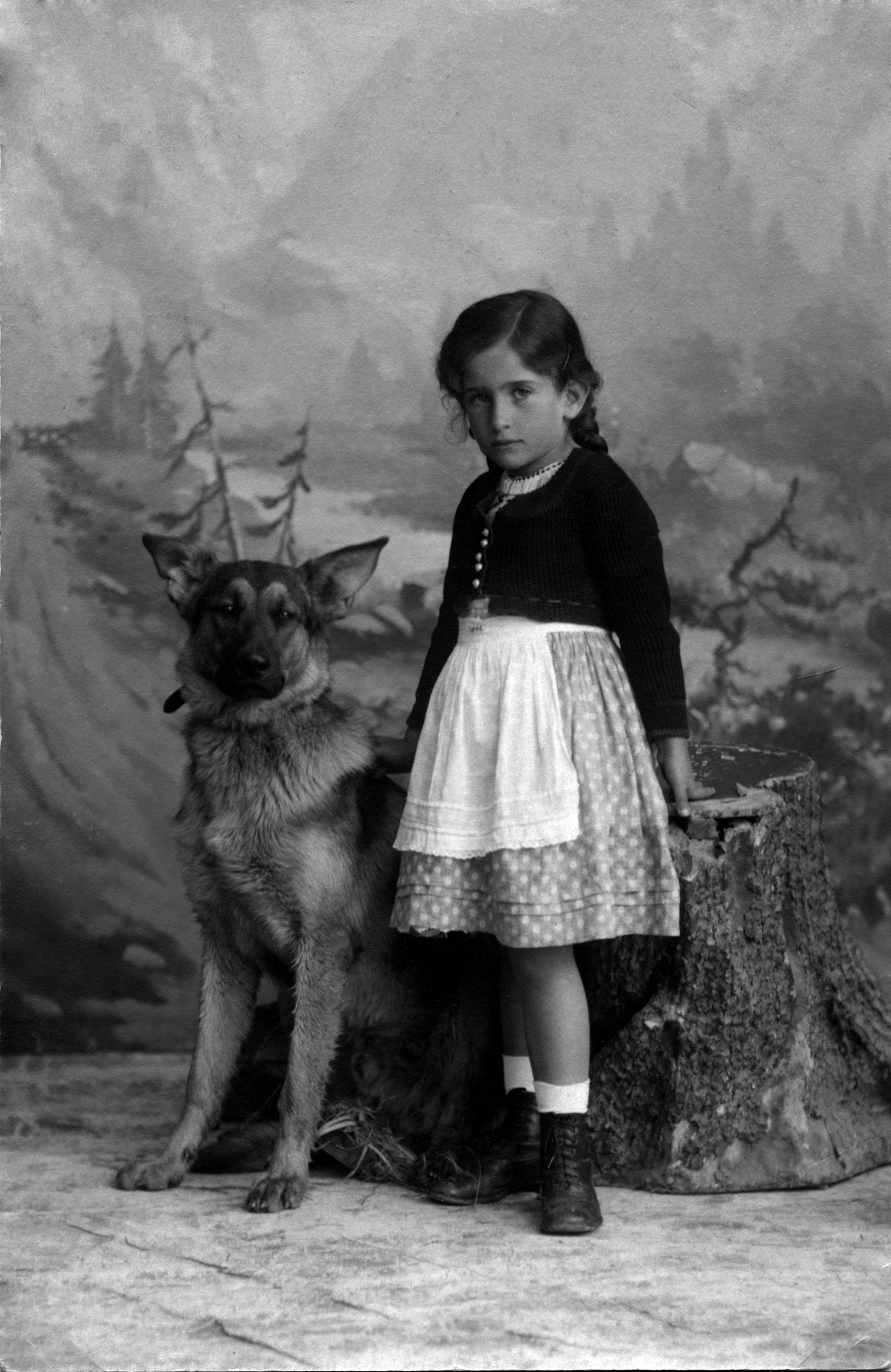
Die etwa 6-jährige Grete Dispeker, ca. 1912

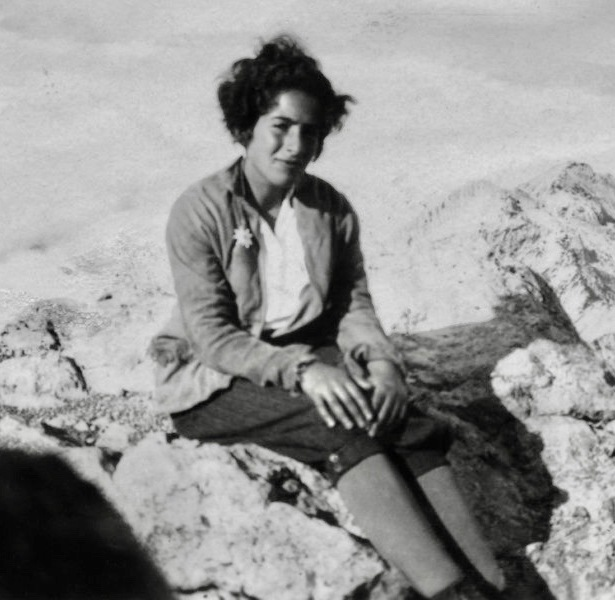
Grete Dispeker auf einem Berggipfel der Bayerischen Alpen, ca. 1932

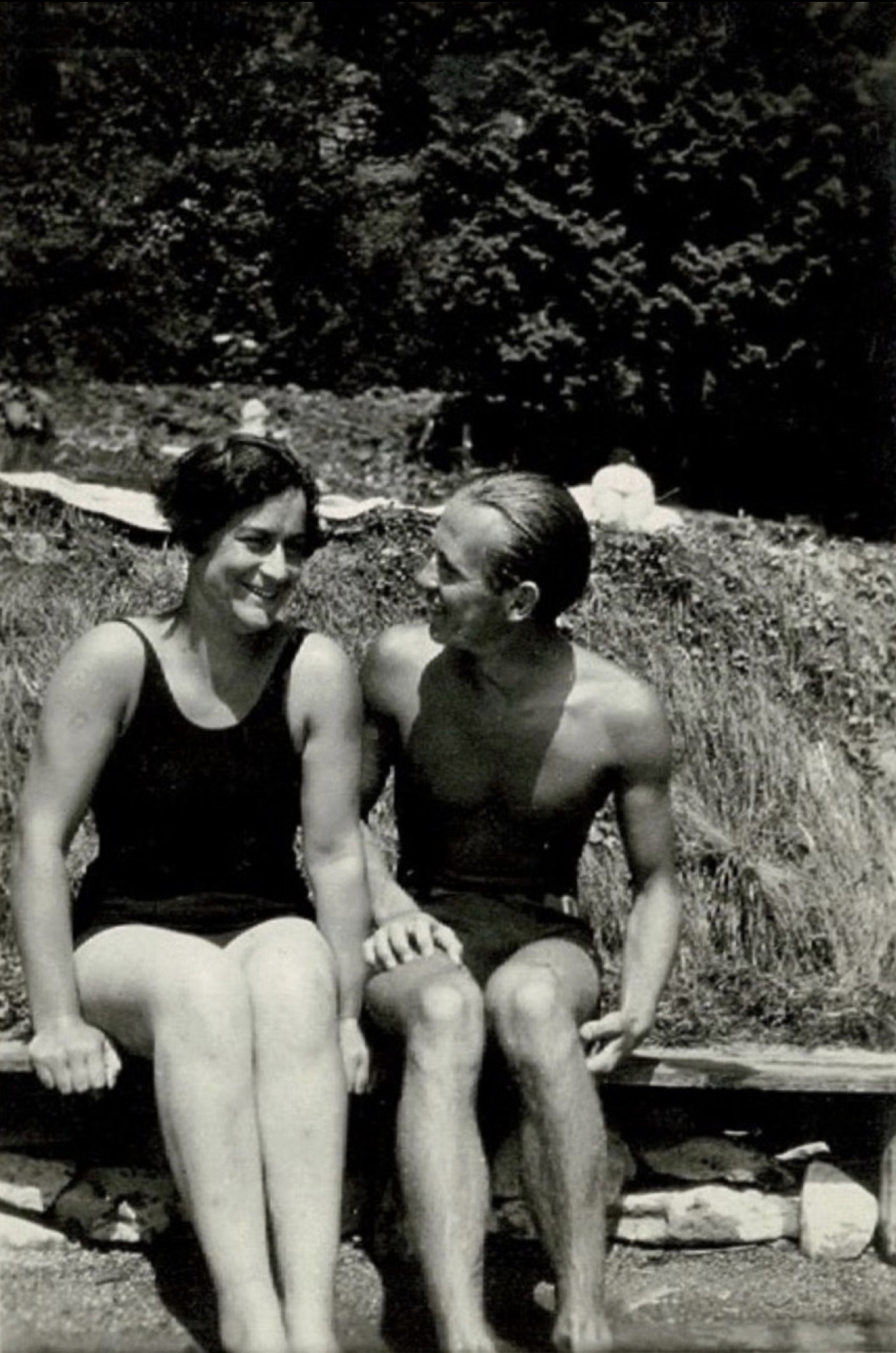
Grete Dispeker mit Heinz-Günther Knolle am Schliersee, August 1932

Grete Dispeker wurde als Kind des in München ansässigen renommierten Geheimen Justizrates (Rechtsanwalt) Siegfried Dispeker und dessen Ehefrau Isabella „Bella“ Dispeker, geborene Goldschmidt in deren Landhaus am Tegernsee geboren.
Ihr elf Jahre älterer Bruder Friedrich „Fritz“ Dispeker (1895–1986) war ein hochdekorierter Frontkämpfer im Ersten Weltkrieg und später als Rechtsanwalt zusammen mit seinem Vater in Kanzleigemeinschaft. Grete Dispeker wuchs in einem großbürgerlich-liberalen Milieu auf, das mit der literarischen Avantgarde verbunden war. Im Hause Dispeker trafen regelmäßig Intellektuelle und Künstler zusammen.
Sie erlebte eine sorglose Kindheit und empfand sich nach eigenen Angaben als Münchnerin und Bayerin, nicht als Jüdin. Dem zunehmenden Antisemitismus in Bayern begegnete die Familie mit einem Grundvertrauen in die deutsch-jüdische Symbiose. 1923 jedoch floh ihr Vater mit ihr wegen des Hitler-Putsches in München nach Grainau zu Füßen der Zugspitze, kehrte aber nach dessen Scheitern nach wenigen Tagen wieder nach München zurück. Grete Weil und ihr älterer Bruder Fritz waren begeisterte Bergsteiger, Grete auch (mit Sepp Hinterseer) Ski-Tourenfahrerin; die Anträge der beiden auf Aufnahme in den Deutschen Alpenverein wurden jedoch aufgrund ihrer jüdischen Herkunft abgewiesen. Schon als Kind begann sie – zunächst für sich – mit dem Schreiben.

„Ganz am Anfang, als ich, die Zwölfjährige, schreiben wollte, dachte ich nicht an Veröffentlichung und Leser. Ich tat es für mich. Ohne das Wissen um die Einsamkeit, in die sich ein Schreibender begibt. Schon damals fing ich an, mir selbst Geschichten zu erzählen.“

Eng befreundet war sie mit ihren Frankfurter Großcousins, den Brüdern Edgar Weil und Hans Joseph Weil (1906–1969) sowie deren Freund Walter Jockisch und ab 1929 mit Heinz-Günther Knolle (1912–1999), mit dem sie an der Jahresreise des reformpädagogischen Landerziehungsheims Schule am Meer in die Dolomiten teilnahm, geführt von dem österreichischen Alpinisten und S.a.M.-Absolventen Ulrich „Uli“ Sild (1911–1937). Grete Weil zählte zu den überregional angesiedelten Vertrauensleuten des Internats und wurde in den Publikationen der S.a.M. dementsprechend erwähnt. Diese Bergtour verarbeitete sie zu ihrer ersten literarischen Arbeit Erlebnis einer Reise – Drei Begegnungen. Durch ihre Freundin aus Kindertagen am Tegernsee, die Fotografin und Journalistin Doris von Schönthan, gehörte sie zum Freundeskreis um die eng miteinander verbundenen Geschwister Erika und Klaus Mann, deren Vater Thomas Mann zu ihren literarischen Vorbildern gehörte.
Am 26. Juli 1932 heiratete Grete Dispeker einen ihrer beiden Großcousins, den zwei Jahre jüngeren, als Dramaturgen an den Münchner Kammerspielen tätigen Edgar Weil. Dieser hatte sein Germanistikstudium im selben Jahr mit der Promotion abgeschlossen.
Am 13. Februar 1961 heiratete sie in Frankfurt am Main ihren Jugendfreund Walter Jockisch.

## Ausbildung

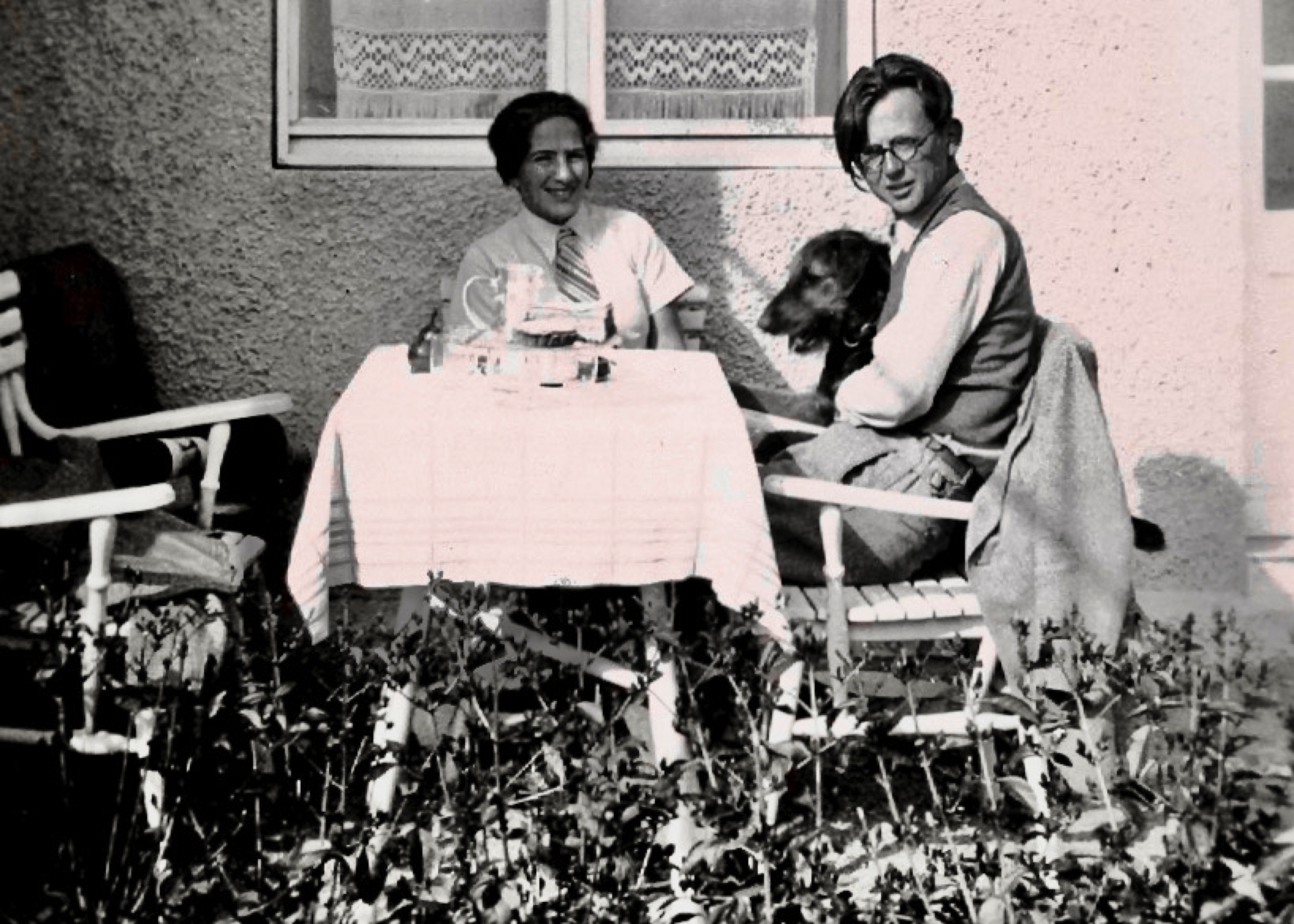
Grete Weil und Heinz-Günther Knolle (1912–1999) im Sommer 1933

Grete Dispeker besuchte in München eine Höhere Töchterschule, an der sie beim Abschluss im Fach Deutsch scheiterte. Sie holte ihre Reifeprüfung daher 1929 in Frankfurt am Main nach und studierte dort anschließend Germanistik an der Johann Wolfgang Goethe-Universität, wechselte an die Ludwig-Maximilians-Universität nach München, an die Friedrich-Wilhelms-Universität nach Berlin und 1931 für ein Gastsemester an die Sorbonne nach Paris. Sie engagierte sich in einer politisch links orientierten Studentengruppe. Für ihre beabsichtigte Promotion arbeitete sie an ihrer Dissertation über die Entwicklung des Bürgertums am Beispiel des zwischen 1786 und 1827 erscheinenden Journals des Luxus und der Moden, brach dies aufgrund der politischen Umstände jedoch ab und absolvierte stattdessen zwischen Ende 1933 und 1935 eine fotografische Lehre bei dem Portraitfotografen Edmund Wasow (1879–1944) in München. Während dieser Phase war sie mit diesem im Auftrag der Organisation Todt fotografisch an einer Dokumentation der am 21. März 1934 mit dem ersten Spatenstich durch Adolf Hitler begonnenen Bauausführung der Reichsautobahn-Trassierung zwischen München und Salzburg beteiligt, dem zweiten NS-Großprojekt dieser Art nach der Strecke Frankfurt am Main – Darmstadt – Heidelberg.

## Private und berufliche Entwicklung

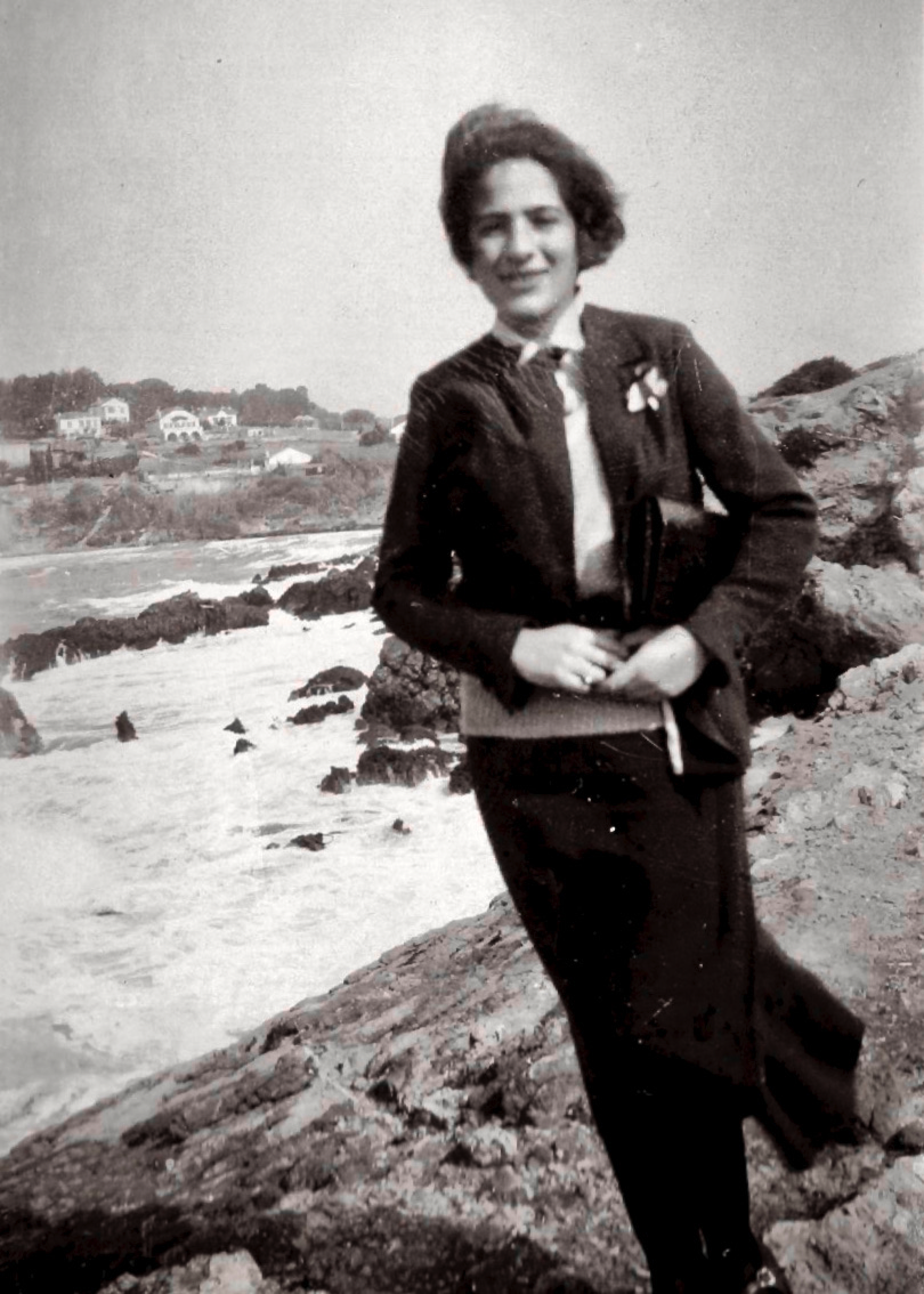
Grete Weil, Sommer 1933

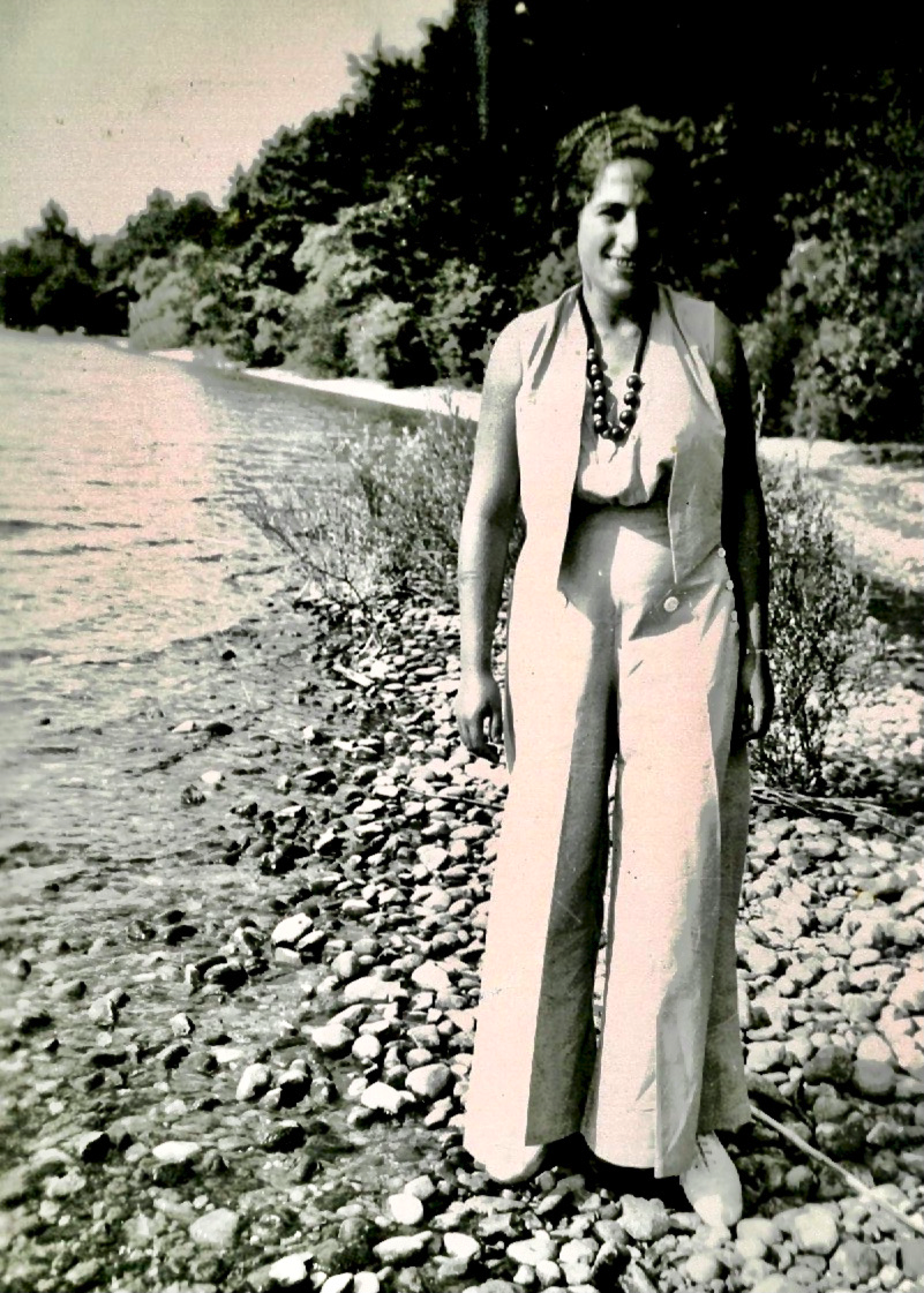
Grete Weil, Sommer 1933

Ihre erste literarische Arbeit, die autobiographisch geprägte Erzählung Erlebnis einer Reise, schloss Grete Weil ein halbes Jahr nach ihrer Hochzeit im Januar 1933 ab. Es spiegelt die Auflehnung der jungen Generation gegen die bürgerlichen Moralvorstellungen am Ende der Weimarer Republik wider, wurde jedoch erst 1999 veröffentlicht.
Nach der Machtergreifung der Nationalsozialisten wurde ihr Ehemann im März 1933 willkürlich verhaftet und in so genannte Schutzhaft genommen. Noch im selben Jahr emigrierte Edgar Weil in die Niederlande, um dort einen Filialbetrieb des von der „Arisierung“ bedrohten chemisch-pharmazeutischen Unternehmens (Endopharm Frankfurter Arzneimittelfabrik) seines Vaters aufzubauen. Grete Weil folgte ihrem Mann 1935 nach Amsterdam. Das in Amstelveen lebende Ehepaar war sich darüber klar, dass es im fremdsprachigen Ausland als Literatin bzw. Dramaturg keine beruflichen Chancen haben würde. Das Pharma-Unternehmen der Familie Weil bildete daher den wirtschaftlichen Rückhalt der beiden.
Regelmäßig traf sich das Ehepaar mit seinen ebenfalls in die Niederlande emigrierten Freunden, so beispielsweise mit dem Maler Max Beckmann. Im Sommer 1937 kehrte Grete Weil jedoch noch einmal nach Deutschland zurück, als ihr Vater im Sterben lag. Nach seinem Tod nahm sie ihre Mutter 1938 nach Amsterdam mit, begleitet von Signe von Scanzoni, der Partnerin Erika Manns. Auch Edgar Weils Mutter Paula (1885–1970), geb. Hochstetter, übersiedelte in die Niederlande.
Im Frühjahr 1938 erwarb Grete Weil das Fotostudio Edith Schlesinger in der Amsterdamer Beethovenstraat 48 und führte es für rund dreieinhalb Jahre weiter. In der dort angrenzenden Wohnung lebte sie bis zu ihrem Untertauchen 1943. Die Beethovenstraat war zu mehr als einem Drittel von meist aus dem Deutschen Reich exilierten Juden bewohnt; die sie durchfahrende Tram-Linie 24 erhielt daher den Beinamen „Berlijn-Express“, die Grete Weil später literarisch verarbeitete. Im Spätsommer 1938 verreiste das Ehepaar ins südfranzösische Sanary-sur-Mer, wo Grete Weil über die Sekretärin Lola Humm-Sernau Kontakt zu Lion Feuchtwanger, zu Alma Mahler-Werfel und Franz Werfel bekam und diese mit ihrer Leica fotografieren durfte.

„Ich finde die Bilder ganz ausgezeichnet. Sie gehören weitaus zu den besten, die je von mir gemacht worden sind. Ihre große Muße, die Sie sich genommen haben, krönt wirkliches Gelingen.“

Noch kurz vor dem deutschen Überfall auf Polen kamen Edgar und Grete Weil Ende August 1939 von einer gemeinsamen Reise aus der Schweiz nach Amsterdam zurück.
Nach der innerhalb von fünf Tagen stattfindenden Besetzung der Niederlande durch die Wehrmacht im Jahr 1940 versuchte das Ehepaar über den Hafen von Ijmuiden einen Fluchtversuch nach Großbritannien, der jedoch scheiterte. Dort hatte Grete Weils älterer Bruder Fritz seit 1938 bereits Fuß gefasst. Die zügige Ausweitung der Nürnberger Gesetze auf die besetzten Gebiete durch das zuständige Reichskommissariat wirkten sich unmittelbar auch auf die Weils und Dispekers aus. Das Ehepaar plante daher die Ausreise nach Kuba. Während Grete ihr Touristenvisum bereits in den Händen hielt, konnte ihr Ehemann Edgar es am 11. Juni 1941 in Rotterdam abholen. Am Abend darauf wurde er bei einer Razzia auf offener Straße verhaftet, nach einem Aufenthalt im Internierungs- und Konzentrationslager in den Dünen des nordholländischen Schoorl deportiert und am 17. September 1941 im Konzentrationslager Mauthausen ermordet.
Ihr Fotoatelier durfte Grete Weil als Jüdin nach August 1941 nicht mehr betreiben. Sie nahm Kontakt mit dem niederländischen Widerstand auf und half mit Fotos beim Fälschen von Pässen und Lebensmittelkarten.
Obwohl sie sehr kurz davor stand, sich das Leben zu nehmen, ließ sie die Verantwortung für ihre Mutter weiter durchhalten. Weiterleben betrachtete sie nun als letzte Form des Widerstands. Sie ließ sich vom Joodsche Raad Amsterdams anstellen, wo sie zunächst in der von der SS geführten Zentralstelle für jüdische Auswanderung als Portraitfotografin tätig war. Später gehörte es zu ihren Aufgaben, für die zur Deportation in die Arbeits- und Vernichtungslager gefangengenommenen Juden Briefe zu schreiben. Wegen dieser Tätigkeit wurde ihr Pass neben dem stigmatisierenden großen J für Juden mit einem Sperrstempel versehen, der sie vorläufig von Deportation freistellte.
Als sie schließlich am 29. September 1943 deportiert werden sollte, floh sie mit ihrer Mutter zu ihrem Freund Herbert Meyer-Ricard (1908–1988), einem „jüdischen Mischling ersten Grades“, der 1944 die antifaschistische und sozialistische Hollandgruppe Freies Deutschland aufbaute. Grete Weil lebte in der Folge versteckt in einem Haus in der Prinsengracht, wo sie sich etwa eineinhalb Jahre lang hinter gefüllten Bücherregalen auf einer Matratze am Boden aufhielt. Dort nahm sie ihre seit 1933 brach liegende literarische Arbeit wieder auf, etwa 1943 mit dem Puppenspiel Weihnachtslegende. Dort arbeitete sie auch an dem Edgar Weil gewidmeten Roman Der Weg zur Grenze, der, wie lange behauptet wurde, auf ihren Wunsch hin unveröffentlicht blieb. 2022 wurde der Roman, der bis dahin vergessen im Archiv der Monacensia lag, von Ingvild Richardsen – in Absprache mit der Rechteinhaberin Michaela Schenkirz – herausgegeben und mit einem Nachwort versehen, das seine Entstehungsgeschichte nachzeichnet, aber auch den konkreten Entstehungsprozess: Der Roman wurde im Versteck auf einer Speichertreppe geschrieben, weil dort ein wenig Tageslicht hinfiel. Der Weg zur Grenze beschreibt das Erstarken des NS-Regimes und die Veränderung des Klimas in Deutschland mit all den deutlich wahrnehmbaren Warnsignalen, die aber viele Juden und oppositionelle Intellektuelle nicht ernst nehmen, bis es zur Flucht zu spät ist.
Ende 1943 wurde Amsterdam für „judenrein“ erklärt. Weils erstes Buch Ans Ende der Welt behandelt eine Liebesbeziehung vor dem Hintergrund der Verfolgung und Deportation in Amsterdam, das 1949 im Ost-Berliner Verlag Volk und Welt erschien, nachdem westdeutsche Verlage keinerlei Interesse an dem Werk zeigten.

„Es gab nur noch die eine Aufgabe, gegen das Vergessen anzuschreiben. Mit aller Liebe, allem Vermögen, in zäher Verbissenheit. Vergessen tötet die Toten noch einmal. Vergessen durfte nicht sein. Und so schrieb ich weiter. Und immer häufiger wurde ich gelesen, und das war ein schwacher Abglanz von Glück.“

Sie sah sich der Zeugenschaft verpflichtet und suchte nach Möglichkeiten, ihre persönlichen Erfahrungen von Vertreibung und Exil, von Mord im jüdischen Ghetto und im Arbeits- und Vernichtungslager auszudrücken.
Nach Kriegsende wurde ihre Leica mit vielen Wechselobjektiven gestohlen. Ihre Mutter und ihr Bruder hatten die Shoah überlebt, es zog sie förmlich nach Deutschland, denn in den Niederlanden bzw. Großbritannien hatten sie sich aufgrund der erzwungenen Emigration nicht heimisch fühlen können. Als Staatenlose durften sie jedoch offiziell nicht reisen. Grete Weil reiste im Herbst 1946 dennoch nach Frankfurt am Main und traf dort ihren Jugendfreund Walter Jockisch kurz wieder.

„Schreib, bitte, bitte, schreib.“

Ihren Entschluss, nach Deutschland zurückzukehren, konnte ihr Freund Klaus Mann nach allem, was zwischen 1933 und 1945 geschehen war, nicht nachvollziehen. Seine Versuche, sie von ihrer Entscheidung abzubringen, verliefen erfolglos. Nachdem sie dann 1947 als Widerstandskämpferin anerkannt worden war und einen niederländischen Pass erhielt, übersiedelte sie nach Darmstadt, wo sie mit dem dort als Opernregisseur wirkenden Jockisch zusammenlebte und ihn 1961 heiratete. Als Erbin ihres ersten Ehemannes Edgar Weil erhielt sie die pharmazeutische Fabrik (Endopharm) seiner Eltern im Rahmen von Restitutionsansprüchen zurück.
Sie veröffentlichte 1951 Libretti (Boulevard Solitude) für Hans Werner Henze und Wolfgang Fortner (Die Witwe von Ephesus). Ab 1955 lebte sie in Frankfurt am Main, wo sie als Übersetzerin aus dem Englischen und Amerikanischen für den Limes-Verlag in Wiesbaden arbeitete und Beiträge für das Periodikum das neue forum verfasste. 1963 veröffentlichte sie den Roman Tramhalte Beethovenstraat. Im Jahr 1974 zog sie nach Grünwald bei München. Erst mit dem Roman Meine Schwester Antigone 1980 stellte sich ihr literarischer Durchbruch ein.
Sie verstarb im Alter von 92 Jahren. Ihre Grabstätte befindet sich auf dem Neuen Gemeindefriedhof in Rottach-Egern.

### Engagements
- Durch Walter Jockisch, der ab 1930 an der maßgeblich durch Martin Luserke und Eduard Zuckmayer stark musisch geprägten Schule am Meer auf der Nordseeinsel Juist unterrichtete, gehörte Grete Dispeker zu den Vertrauensleuten des reformpädagogischen Landerziehungsheims.[45]
- Durch Herbert Meyer-Ricard (1908–1988) stieß Grete Weil ab 1944 zur antifaschistischen und sozialistischen Hollandgruppe Freies Deutschland, die dieser aufgebaut hatte.[46]

### Mitgliedschaften
- PEN-Zentrum der Bundesrepublik Deutschland

### Werke (Auswahl)

#### Theater
- Weihnachtslegende 1943, Verlag Freies Deutschland, Amsterdam 1945 (Reihe: Das gefesselte Theater, S. 5-24)
- Boulevard Solitude: lyrisches Drama in 7 Bildern, Hrsg. von Kurt Stiebitz, Komposition: Hans Werner Henze, Text Grete Weil, Szenarium Walter Jokisch, Verlag Schott, Mainz 1951, (Nachdruck: 1977, ISBN 3-7957-3352-9)

#### Prosa
- Ans Ende der Welt, Verlag Volk und Welt, Ostberlin 1949, (Neuauflage: Verlag Das kulturelle Gedächtnis, Berlin 2022, ISBN 978-3-946990-61-1.)
- Tramhalte Beethovenstraat. Limes, Wiesbaden 1963. (Nachdrucke: Nagel + Kimche, Zürich u. a. 1992, ISBN 3-312-00180-3; Verlag Das kulturelle Gedächtnis, Berlin 2021, ISBN 978-3-946990-53-6)
- Meine Schwester Antigone. Benziger, Zürich u. a. 1980, ISBN 3-596-14850-2.
- Happy, sagte der Onkel – Drei Erzählungen. Fischer, Frankfurt am Main 1982, ISBN 3-596-25254-7.
- Generationen. Benziger, Zürich u. a. 1983, ISBN 3-596-25969-X.
- Der Brautpreis. Nagel + Kimche, Zürich u. a. 1988, ISBN 3-596-29543-2.
- Spätfolgen – Erzählungen. Nagel + Kimche, Zürich u. a. 1992, ISBN 3-312-00184-6.
- Leb ich denn, wenn andere leben (Autobiographie). Nagel + Kimche, Zürich u. a. 1998, ISBN 3-596-14342-X.
- Erlebnis einer Reise – Drei Begegnungen. Nagel + Kimche, Zürich u. a. 1999, ISBN 3-312-00258-3.
- Der Weg zur Grenze. Roman. Herausgegeben von Ingvild Richardsen, C. H. Beck, München 2022, ISBN 978-3-406-79106-2

#### Übersetzungen
- Peter Blackmore: Original und zwei Kopien. Limes-Verlag, Wiesbaden 1959.
- David Walker: Schottisches Intermezzo. Limes-Verlag, Wiesbaden 1959.
- Maude Hutchins: Noels Tagebuch. Limes-Verlag, Wiesbaden 1960.
- Lawrence Durrell: Groddeck. Limes-Verlag, Wiesbaden 1961.
- Thomas Buchanan: Das Einhorn. Limes-Verlag, Wiesbaden 1963.
- John Hawkes: Die Leimrute. Limes-Verlag, Wiesbaden 1964.
- Jeroen Brouwers: Versunkenes Rot. Nagel + Kimche, Zürich u. a. 1984, ISBN 3-492-10545-9.

## Ehrungen
- 1980 – Wilhelmine-Lübke-Preis

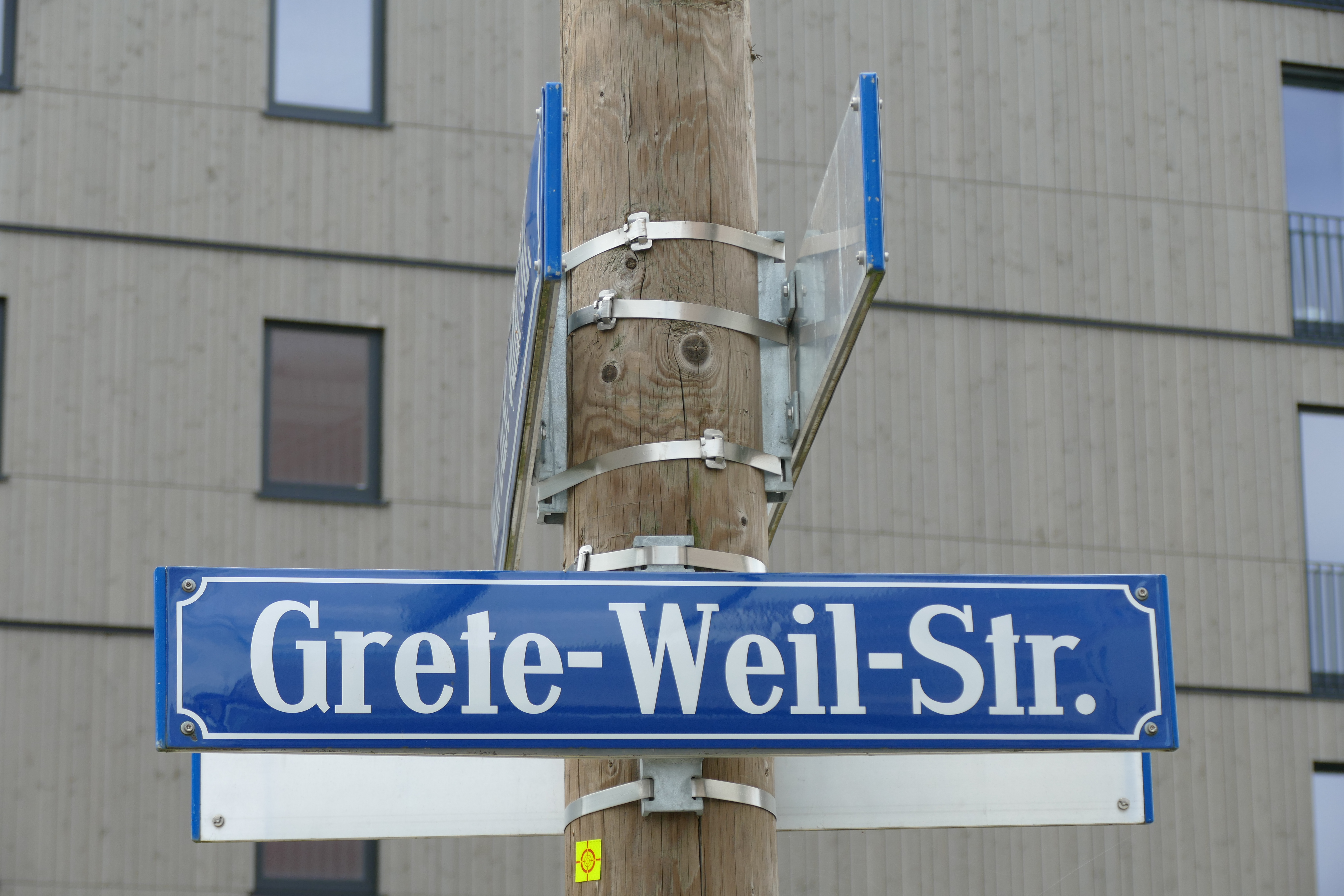
Straßenschild der Grete-Weil-Straße in München, Freiham

- 1983 – Tukan-Preis der Stadt München
- 1988 – Geschwister-Scholl-Preis
- 1993 – Medaille „München leuchtet“ in Gold
- 1995 – Carl-Zuckmayer-Medaille; Laudatio: Erwin Rotermund
- 1996 – Bayerischer Verdienstorden[47]
- 2019 – Benennung der Grete-Weil-Straße in München[48]

## Nachlass
Der literarische Nachlass von Grete Weil wird im Literaturarchiv der Monacensia in München verwahrt und steht für die Forschung zur Verfügung. Er umfasst unter anderem Manuskripte ihrer schriftstellerischen Arbeiten, Tagebücher, Unterlagen aus dem KZ Mauthausen sowie umfangreiche Korrespondenzen.

## Videos
- Frauengeschichten: Grete Weil – Teil 1 (8:25 Min.), auf: youtube.com
- Frauengeschichten: Grete Weil – Teil 2 (2:19 Min.), auf: youtube.com
- Grete Weil: Begegnung mit Adolf Hitler (2:20 Min.), auf: youtube.com